# Acklington
Acklington è un piccolo centro urbano della regione del Northumberland, nel nord dell'Inghilterra. La cittadina è situata a sud-ovest di Amble, interna alla costa del Mar del Nord. È raggiunto dalla stazione ferroviaria. Il nome è trae origine dal termine anglosassone "farmstead of Eadlac's people" (la gente della cascina di Eadlac).
Acklington ospita il complesso di un duplice centro di reclusione. La HMP di Acklington, per i detenuti di maggiore età, mentre la HMPYOI di Castington per i detenuti minorenni. La prigione è costruita sul sito del RAF Acklington, un precedente campo di aviazione aperto durante la seconda guerra mondiale.  La stazione RAF era usata come campo di addestramento con l'aviazione operative oltre da Baia di Druridge. Acklington vinse il prestigioso riconoscimento di "Cittadina del Northumberland dell'Anno 2007".